# بيانو كهربي

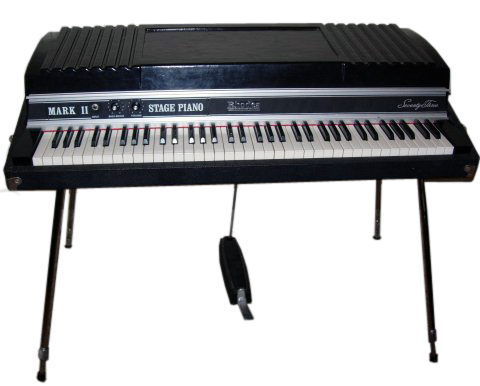
بيانو كهربي

البيانو الكهربي (بالإنجليزية: Electric piano)‏ هو آلة موسيقية كهربية تصدر الأصوات عندما يضرب العازف على مفاتيح لوحة مفاتيح تشبه البيانو. يؤدي الضغط على المفاتيح إلى قيام المطارق الميكانيكية بضرب أوتار معدنية أو قصب معدنية أو أسلاك سلكية، مما يؤدي إلى اهتزازات يتم تحويلها إلى إشارات كهربائية عن طريق التقاطات مغناطيسية، والتي يتم توصيلها بعد ذلك بمضخم صوت ومكبر صوت لإصدار صوت عالٍ بما يكفي لفنان الأداء والجمهور لكى اسمع. البيانو الكهربائي ليس أداة إلكترونية. بدلاً من ذلك، هو أداة كهربائية ميكانيكية. استخدمت بعض أنواع البيانو الكهربائي المبكر أطوالًا من الأسلاك لإنتاج النغمة، مثل البيانو التقليدي. استخدم البيانو الكهربائي الأصغر شظايا قصيرة من الفولاذ لإنتاج النغمة. تم اختراع البيانو الكهربائي الأقدم في أواخر عشرينيات القرن العشرين. كان البيانو الكبير الكهربائي Neo-Bechstein عام 1929 من بين أول البيانو. ربما كان أول نموذج غير خالي من السلسلة هو فيفي-تون كلافيير لويد لوار. يوجد عدد قليل من المنتجين الآخرين الجديرة بالاهتمام للبيانو الكهربائي بما في ذلك Baldwin Piano and Organ Company و Wurlitzer Company.